# Абей, Гаспар
Гаспар Абей (фр. Gaspard Abeille; 1648, Рьез, Прованс — Альпы — Лазурный Берег —  22 мая  1718, Париж) — французский священнослужитель, писатель

, поэт-лирик и драматург. Член Французской академии (с 1704, кресло 19).

## Биография
В юности переехал из Прованса в Париж. Служил секретарём и был протеже маршала Франции Франсуа Анри де Монморанси Люксембурга, который любил вести с ним беседы на духовные темы. После его смерти временно перешёл на службу к военачальнику Луи Жозефу де Бурбону, герцогу Вандомскому.
Затем был генеральным секретарём провинции Нормандия.
С 1670 года — член Академии Арля.
В 1704 году был избран членом Французской академии. В том же году король назначил его аббатом монастыря Нотр-Дам де ла Мерси в Клермон-Ферране.
Писал трагедии, стихи, прозу сначала под своим именем, затем, чтобы избежать критики несовместимости его духовного статуса с литературным творчеством, часть своих сочинений под именем актёра Жана Франсуа Жювенона де ла Тюильри (1650—1688). О его произведениях положительно отзывались Пьер Корнель и Жан Расин.

## Избранные произведения
- Argélie, reine de Thessalie (трагедия в стихах в пяти актах, Париж, Театр Бургундский отель, 1673)
- Coriolan (трагедия в стихах в пяти актах, Париж, Комеди Франсез, 1676)
- Lyncée (трагедия в стихах в пяти актах, Париж, Театр Бургундский отель, 1678)
- Soliman (трагедия в стихах в пяти актах, Париж, Театр Бургундский отель, 1680)
- Crispin bel esprit (одноактная комедия в стихах, Париж, Комеди Франсез, 1681)
- Hercule (трагедия в стихах в пяти актах, Париж, Комеди Франсез, 1681)